# Обернкирхен
Обернкирхен (нем. Obernkirchen) — город в Германии, в земле Нижняя Саксония.
Входит в состав района Шаумбург. Население составляет 9290 человек (на 31 декабря 2010 года). Занимает площадь 32,55 км². Официальный код — 03 2 57 028.
Город подразделяется на 5 городских районов.
| Год  | Население |
| ---- | --------- |
| 1990 | 10 310    |
| 1995 | 10 475    |
| 2000 | 10 465    |
| 2005 | 9 992     |
| 2010 | 9 408     |